# Aéroport de Barnaoul
L'aéroport de Barnaoul (russe : Аэропорт Барнаул) (code IATA : BAX • code OACI : UNBB) (parfois appelé Barnaul Ouest ou Mikhaylovka ou Novomikhaylovka ou Aéroport German Titov) est un aéroport desservant la ville de Barnaoul dans le kraï de l'Altaï, en Russie, et situé à 15 km de la ville. C'est un aéroport mixte, c'est-à-dire à la fois militaire et civil.
L'aéroport de Barnaoul porte le nom du cosmonaute soviétique Guerman Titov.

## Situation

### Carte des aéroports russes
| \| 50 km1:1 791 000 \| Koursk Abakan Anapa Pskov Arkhangelsk Astrakhan Barnaoul Belgorod Blagoveshchensk Bratsk Grozny Guelendjik Iakoutsk Iékaterinbourg Ijevsk Ioujno-Sakhalinsk Irkoutsk Kaliningrad Kazan Kemerovo Khabarovsk Khanty-Mansiïsk Krasnodar Krasnoïarsk Magadan Magnitogorsk Makhachkala Mineralnye Vody Mirny Moscou · SVO Moscou · DME Moscou-VKO Mourmansk Narian-Mar Nijnekamsk Nijnevartovsk Nijni Novgorod Noïabrsk Alykel Novokouznetsk Novossibirsk Novy Ourengoï Omsk Orenbourg Oufa Oulan-Oude Oulianovsk Perm Petropavlovsk-Kamtchatski Rostov · sur-le-Don Sabetta Saint-Pétersbourg Salekhard Samara Saratov Simferopol Sotchi Sourgout Stavropol Kyzyl Syktyvkar Tcheliabinsk Tchita Tioumen Tomsk Vladivostok Volgograd Voronej |
| 50 km1:1 791 000 |

## Compagnies aériennes et destinations

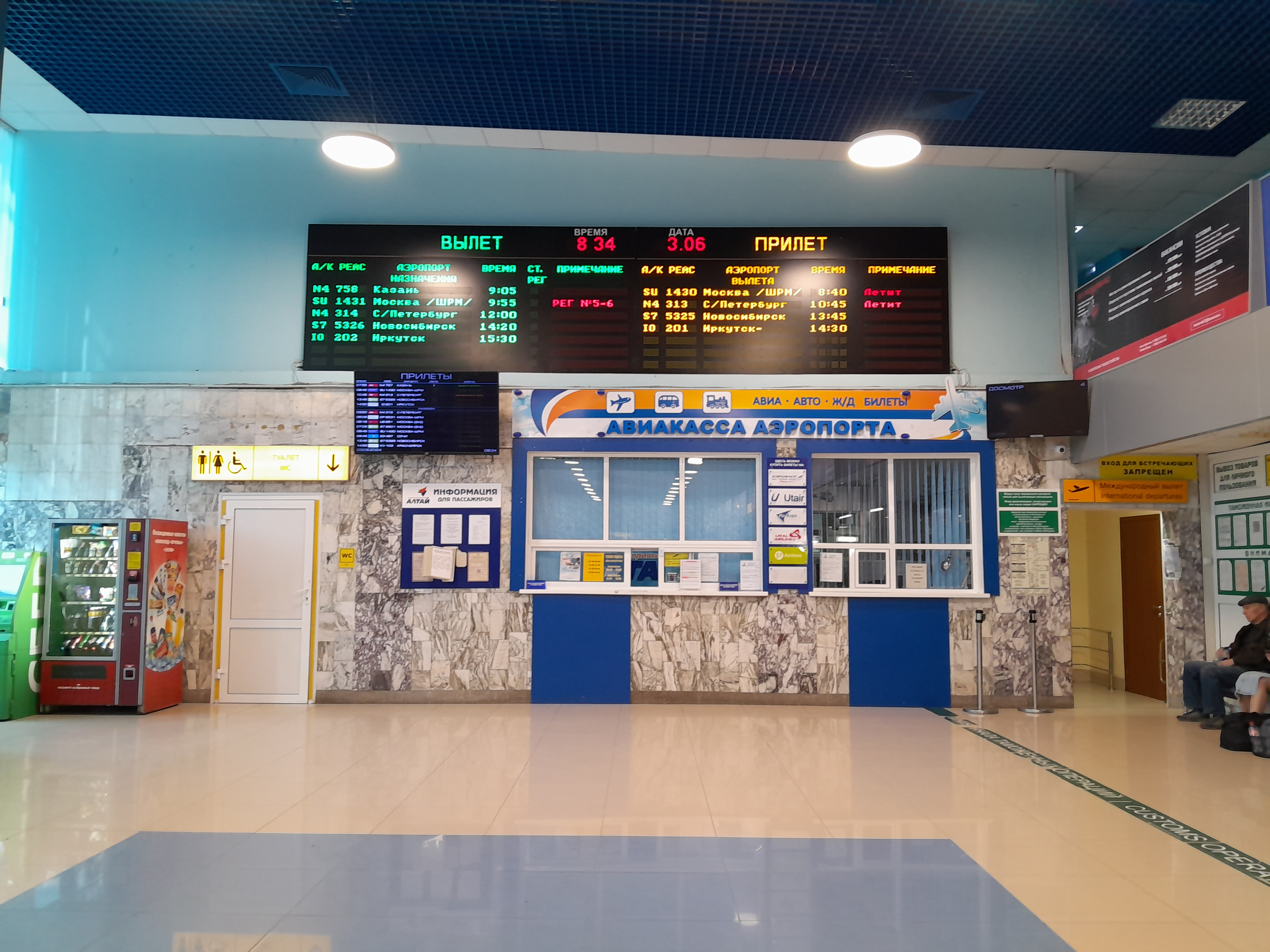
Aéroport de Barnaoul, juin 2024.

| Compagnies    | Destinations                                                                            |
| ------------- | --------------------------------------------------------------------------------------- |
| Aeroflot      | Moscou Chérémétiévo                                                                     |
| Azur Air      | En saison charter : Bangkok-Suvarnabhumi, Cam Ranh, Phuket                              |
| IrAero        | Irkoutsk, Moscou-Domodédovo, Saint-Pétersbourg-Poulkovo En saison : Anapa, Sotchi-Adler |
| KrasAvia      | Krasnoïarsk-Iémélianovo                                                                 |
| Pobeda        | Moscou Chérémétiévo                                                                     |
| Royal Flight  | En saison charter : Bangkok-Suvarnabhumi                                                |
| S7 Airlines   | Moscou-Domodédovo                                                                       |
| Ural Airlines | Moscou-Domodédovo                                                                       |

Édité le 08/02/2018